# Campeonato de la ASEAN 2024
El Campeonato de fútbol de la ASEAN, patrocinado por Mitsubishi Electric y oficialmente conocido como la Copa Mitsubishi Electric AFF 2024, fue la decimoquinta edición del torneo para selecciones pertenecientes a la Federación de fútbol de la ASEAN. Esta fue también la primera edición en la que el torneo pasó a llamarse Campeonato de la ASEAN.
La fase final estaba prevista inicialmente del 23 de noviembre al 21 de diciembre, pero la ASEAN decidió cambiar el calendario del 8 de diciembre de 2024 al 5 de enero de 2025 para evitar conflictos con las competiciones de clubes de la AFC.

## Sistema de competición
La Copa Mitsubishi Electric de la ASEAN 2024 seguirá el formato de 2018 y 2022. En el formato actual, los nueve equipos mejor clasificados se clasificaron automáticamente, y los equipos en el puesto 10.º y 11.º jugaron una eliminatoria de ida y vuelta. Los 10 equipos se dividieron en dos grupos de cinco y jugaron un sistema de todos contra todos, en el que cada equipo jugó dos partidos de local y dos de visita. Los dos primeros equipos de cada grupo avanzaron a las fases eliminatorias, que consistió en semifinales y finales de ida y vuelta.

## Participantes
| Equipos participantes | Equipos participantes | Equipos participantes | Equipos participantes | Equipos participantes |
| --------------------- | --------------------- | --------------------- | --------------------- | --------------------- |
| Tailandia             | Filipinas             | Birmania              | Singapur              | Timor Oriental        |
| Vietnam               | Malasia               | Indonesia             | Laos                  | Camboya               |

## Sedes
| Kuala Lumpur                 | Singapur          | Singapur                  | Bangkok                |
| ---------------------------- | ----------------- | ------------------------- | ---------------------- |
| Bukit Jalil National Stadium | National Stadium  | Jalan Besar Stadium       | Rajamangala Stadium    |
| Capacidad: 87,500            | Capacidad: 55,000 | Capacidad: 10,000         | Capacidad: 51,560      |
|                              |                   |                           |                        |
| Yangon                       | Phnom Penh        | Vientiane                 | Hanoi                  |
| Thuwunna Stadium             | Olympic Stadium   | New Laos National Stadium | Hàng Đẫy Stadium       |
| Capacidad: 50,000            | Capacidad: 50,000 | Capacidad: 25,000         | Capacidad: 22,500      |
|                              |                   |                           |                        |
| Việt Trì                     | Surakarta         | Surakarta                 | Manila                 |
| Việt Trì Stadium             | Manahan Stadium   | Manahan Stadium           | Rizal Memorial Stadium |
| Capacidad: 20,000            | Capacidad: 20,000 | Capacidad: 20,000         | Capacidad: 12,880      |
|                              |                   |                           |                        |

## Oficiales
Árbitros centrales
- Ismaeel Habib Ali
- Tam Ping Wun
- Wong Wai Lun
- Hiroki Kasahara
- Hiroyuki Kimura
- Koki Nagamine
- Koji Takasaki
- Ryo Tanimoto
- Ahmed Faisal Al-Ali
- Omar Al-Yaqoubi
- Salman Ahmad Falahi
- Kim Dae-yong
- Kim Woo-sung
- Ko Hyung-jin
- Mohammed Al-Hoaish
- Abdullah Dhafer Al-Shehri
- Rustam Lutfullin
- Firdaus Norsafarov
- Akobirxuja Shukurullaev

Jueces de línea
- Salah Abdulaziz Janahi
- Faisal Alawi Sayed
- Lam Nai Kei Sam
- So Kai Man
- Wong Ping Chung
- Yudi Nurcahya
- Bambang Syamsudar
- Takeshi Asada
- Jun Mihara
- Isao Nishihashi
- Takumi Takagi
- Yosuke Takebe
- Tomoyuki Umeda
- Kota Watanabe
- Hamamoto Yusuke
- Ayman Faisal Hamzeh Obeidat
- Ahmad Mansour Samara Muhsen
- Mohd Yusri Muhammad
- Abu Bakar
- Khalid Ayed
- Zahy Al-Shmari
- Cheon Jin-Hee
- Jeon Jin-hee
- Kang Dong-ho
- Kwak Seung-soon
- Park Sang-jun
- Yoon Jae-yeol
- Ibrahim Al-Dakhil
- Saad Al-Subaie
- Khalaf Al-Shammari
- Saad Saud
- Abdul Hannan Abdul Hasim
- Supawan Hinthong
- Warintorn Sassadee
- Bakhtiyorkhuja Shavkatov
- Sanjar Shayusupov
- Timur Gaynulin
- Andrey Tsapenko
- Alisher Usmonov
- Nguyễn Trung Hậu
- Nguyễn Trung Việt

Cuartos árbitros
- Thoriq Alkatiri
- Yudi Nurcahya
- Ryan Saputra
- Mohd Kamil Zakaria Ismail
- Muhammad Nazmi Nasaruddin
- Muhammad Usaid Jamal
- Razlan Joffri Ali
- Tuan Mohd Yaasin Tuan Mohd Hanafiah
- Ahmad A'Qashah
- Foo Chuan Hui
- Apichit Nophuan
- Mongkolchai Pechsri
- Pansa Chaisanit
- Songkran Bunmeekiart
- Wiwat Jumpa-on
- Firdaus Norsafarov
- Hoàng Ngọc Hà
- Lê Vũ Linh
- Ngô Duy Lân
- Nguyễn Mạnh Hải

Árbitros VAR
- Du Jianxin
- Choi Hyun-jai
- Mohammed Khled Sal Al-Hoish
- Mamdouh Mufareh Al-Shahdan
- Muhammad Taqi
- Sivakorn Pu-udom

## Ronda clasificatoria
Brunéi y Timor Oriental disputaron la décima y única plaza restante para la fase final del Campeonato de la ASEAN en dos partidos de ida y vuelta.
| Equipo 1 | Agr. | Equipo 2       | Ida | Vuelta |
| -------- | ---- | -------------- | --- | ------ |
| Brunéi   | 0–1  | Timor Oriental | 0–0 | 0–1    |

| 8 de octubre de 2024 | Brunéi | 0–1     | Timor Oriental   | Hassanal Bolkiah National Stadium, Bandar Seri Begawan     |                                                            |
|                      |        | Reporte | Gali Freitas 47' | Asistencia: 3,115 espectadores Árbitro(s): Thoriq Alkatiri | Asistencia: 3,115 espectadores Árbitro(s): Thoriq Alkatiri |

| 15 de octubre de 2024 | Timor Oriental | 0–0 (Global 1-0) | Brunéi | Chonburi Stadium, Chonburi, Tailandia |                             |
|                       |                | Reporte          |        | Árbitro(s): Torpong Somsing           | Árbitro(s): Torpong Somsing |

## Fase de grupos

### Grupo A
| Pos. | Equipo         | Pts. | PJ | G | E | P | GF | GC | Dif. | Clasificación              |
| ---- | -------------- | ---- | -- | - | - | - | -- | -- | ---- | -------------------------- |
| 1    | Tailandia      | 12   | 4  | 4 | 0 | 0 | 18 | 4  | +14  | Clasificado a semifinales. |
| 2    | Singapur       | 7    | 4  | 2 | 1 | 1 | 7  | 5  | +2   | Clasificado a semifinales. |
| 3    | Malasia        | 5    | 4  | 1 | 2 | 1 | 5  | 5  | 0    |                            |
| 4    | Camboya        | 4    | 4  | 1 | 1 | 2 | 7  | 8  | −1   |                            |
| 5    | Timor Oriental | 0    | 4  | 0 | 0 | 4 | 3  | 18 | −15  |                            |

Actualizado a los partidos jugados el 20 de diciembre de 2024.
 Fuente: AFF
| 8 de diciembre de 2024 | Camboya                  | 2–2     | Malasia                    | Olympic Stadium, Phnom Penh                              |                                                          |
|                        | - Coulibaly 52' - Ty 60' | Reporte | - Wilkin 35' - Tierney 74' | Asistencia: 24,886 espectadores Árbitro(s): Kim Woo-sung | Asistencia: 24,886 espectadores Árbitro(s): Kim Woo-sung |

| 8 de diciembre de 2024 | Timor Oriental | 0–10    | Tailandia | Hàng Đẫy Stadium, Hanoi, Vietnam                        |                                                         |
|                        |                | Reporte | - Davis 4', 32' - Gustavsson 17' - Suphanat 28', 54' - Seksan 56', 61' - Teerasak 79', 90+2' - Mickelson 90+3' | Asistencia: 1,239 espectadores Árbitro(s): Kim Dae-yong | Asistencia: 1,239 espectadores Árbitro(s): Kim Dae-yong |

| 11 de diciembre de 2024 | Singapur                | 2–1     | Camboya      | National Stadium, Singapur                                      |                                                                 |
|                         | - Faris 9' - Shawal 16' | Reporte | Chanthea 59' | Asistencia: 12,391 espectadores Árbitro(s): Ahmed Faisal Al-Ali | Asistencia: 12,391 espectadores Árbitro(s): Ahmed Faisal Al-Ali |

| 11 de diciembre de 2024 | Malasia                       | 3–2     | Timor Oriental                    | Bukit Jalil National Stadium, Kuala Lumpur                 |                                                            |
|                         | - Syafiq 37' - Josué 70', 83' | Reporte | - Xavier 45+1' - João Pedro 45+3' | Asistencia: 7,420 espectadores Árbitro(s): Omar Al-Yaqoubi | Asistencia: 7,420 espectadores Árbitro(s): Omar Al-Yaqoubi |

| 14 de diciembre de 2024 | Timor Oriental | 0–3     | Singapur                                | Hàng Đẫy Stadium, Hanoi, Vietnam                        |                                                         |
|                         |                | Reporte | - Nakamura 76' (pen.) - Shawal 83', 90' | Asistencia: 1,000 espectadores Árbitro(s): Ko Hyung-jin | Asistencia: 1,000 espectadores Árbitro(s): Ko Hyung-jin |

| 14 de diciembre de 2024 | Tailandia      | 1–0     | Malasia | Rajamangala Stadium, Bangkok                                 |                                                              |
|                         | Gustavsson 57' | Reporte |         | Asistencia: 25,619 espectadores Árbitro(s): Rustam Lutfullin | Asistencia: 25,619 espectadores Árbitro(s): Rustam Lutfullin |

| 17 de diciembre de 2024 | Camboya                   | 2–1     | Timor Oriental | Olympic Stadium, Phnom Penh                                    |                                                                |
|                         | - Rotana 42' - Soknet 79' | Reporte | João Pedro 22' | Asistencia: 17,109 espectadores Árbitro(s): Firdavs Norsafarov | Asistencia: 17,109 espectadores Árbitro(s): Firdavs Norsafarov |

| 17 de diciembre de 2024 | Singapur                 | 2–4     | Tailandia                                                            | National Stadium, Singapur                                    |                                                               |
|                         | - Shawal 10' - Faris 34' | Reporte | - Gustavsson 45+3' - Suphanat 52' - Peeradol 90+3' - Teerasak 90+15' | Asistencia: 22,611 espectadores Árbitro(s): Ismaeel Habib Ali | Asistencia: 22,611 espectadores Árbitro(s): Ismaeel Habib Ali |

| 20 de diciembre de 2024 | Tailandia                             | 3–2     | Camboya                     | Rajamangala Stadium, Bangkok                             |                                                          |
|                         | - Akarapong 33', 78' - Chalermsak 84' | Reporte | - Nieto 32' Coulibaly 90+6' | Asistencia: 15,261 espectadores Árbitro(s): Tam Ping Wun | Asistencia: 15,261 espectadores Árbitro(s): Tam Ping Wun |

| 20 de diciembre de 2024 | Malasia | 0–0     | Singapur | Bukit Jalil National Stadium, Kuala Lumpur                  |                                                             |
|                         |         | Reporte |          | Asistencia: 31,127 espectadores Árbitro(s): Hiroyuki Kimura | Asistencia: 31,127 espectadores Árbitro(s): Hiroyuki Kimura |

### Grupo B
| Pos. | Equipo    | Pts. | PJ | G | E | P | GF | GC | Dif. | Clasificación              |
| ---- | --------- | ---- | -- | - | - | - | -- | -- | ---- | -------------------------- |
| 1    | Vietnam   | 10   | 4  | 3 | 1 | 0 | 11 | 2  | +9   | Clasificado a semifinales. |
| 2    | Filipinas | 6    | 4  | 1 | 3 | 0 | 4  | 3  | +1   | Clasificado a semifinales. |
| 3    | Indonesia | 4    | 4  | 1 | 1 | 2 | 4  | 5  | −1   |                            |
| 4    | Birmania  | 4    | 4  | 1 | 1 | 2 | 4  | 9  | −5   |                            |
| 5    | Laos      | 2    | 4  | 0 | 2 | 2 | 7  | 11 | −4   |                            |

Actualizado a los partidos jugados el 21 de diciembre de 2024.
 Fuente: AFF
| 9 de diciembre de 2024 | Birmania | 0–1     | Indonesia                   | Thuwunna Stadium, Yangon                                 |                                                          |
|                        |          | Reporte | Zin Nyi Nyi Aung 76' (a.g.) | Asistencia: 12,500 espectadores Árbitro(s): Wong Wai Lun | Asistencia: 12,500 espectadores Árbitro(s): Wong Wai Lun |

| 9 de diciembre de 2024 | Laos                     | 1–4     | Vietnam                                                                                | New Laos National Stadium, Vientiane                     |                                                          |
|                        | Bounphachan 90+5' (pen.) | Reporte | - Nguyễn Hai Long 58' - Nguyễn Tiến Linh 63' - Nguyễn Văn Toàn 69' - Nguyễn Văn Vĩ 82' | Asistencia: 10,685 espectadores Árbitro(s): Ko Hyung-jin | Asistencia: 10,685 espectadores Árbitro(s): Ko Hyung-jin |

| 12 de diciembre de 2024 | Filipinas             | 1–1     | Birmania             | Rizal Memorial Stadium, Manila                          |                                                         |
|                         | Kristensen 72' (pen.) | Reporte | Maung Maung Lwin 25' | Asistencia: 1,589 espectadores Árbitro(s): Kim Dae-yong | Asistencia: 1,589 espectadores Árbitro(s): Kim Dae-yong |

| 12 de diciembre de 2024 | Indonesia                      | 3–3     | Laos                                              | Manahan Stadium, Surakarta                                  |                                                             |
|                         | - Kadek 12' - Ferarri 18', 72' | Reporte | - Phousomboun 9' - Phathana 13' - Phanthavong 77' | Asistencia: 14,455 espectadores Árbitro(s): Hiroki Kasahara | Asistencia: 14,455 espectadores Árbitro(s): Hiroki Kasahara |

| 15 de diciembre de 2024 | Laos                 | 1–1     | Filipinas | New Laos National Stadium, Vientiane                    |                                                         |
|                         | Baldisimo 34' (o.g.) | Reporte | Reyes 77' | Asistencia: 6,389 espectadores Árbitro(s): Ryo Tanimoto | Asistencia: 6,389 espectadores Árbitro(s): Ryo Tanimoto |

| 15 de diciembre de 2024 | Vietnam              | 1–0     | Indonesia | Việt Trì Stadium, Việt Trì            |                                       |
|                         | Nguyễn Quang Hải 77' | Reporte |           | Árbitro(s): Abdullah Dhafer Al-Shehri | Árbitro(s): Abdullah Dhafer Al-Shehri |

| 18 de diciembre de 2024 | Birmania                                       | 3–2     | Laos                       | Thuwunna Stadium, Yangon                                   |                                                            |
|                         | - Lwin Moe Aung 32' - Win Naing Tun 87', 90+3' | Reporte | - Kydavone 77' - Chony 81' | Asistencia: 8,150 espectadores Árbitro(s): Hiroyuki Kimura | Asistencia: 8,150 espectadores Árbitro(s): Hiroyuki Kimura |

| 18 de diciembre de 2024 | Filipinas  | 1–1     | Vietnam             | Rizal Memorial Stadium, Manila                                     |                                                                    |
|                         | Gayoso 68' | Reporte | Doãn Ngọc Tân 90+7' | Asistencia: 3,346 espectadores Árbitro(s): Akobirxuja Shukurullaev | Asistencia: 3,346 espectadores Árbitro(s): Akobirxuja Shukurullaev |

| 21 de diciembre de 2024 | Vietnam                                                                                     | 5–0     | Birmania | Việt Trì Stadium, Việt Trì                                |                                                           |
|                         | - Bùi Vĩ Hào 48' - Nguyễn Xuân Son 55', 90' - Nguyễn Quang Hải 74' - Nguyễn Tiến Linh 90+2' | Reporte |          | Asistencia: 16,869 espectadores Árbitro(s): Koki Nagamine | Asistencia: 16,869 espectadores Árbitro(s): Koki Nagamine |

| 21 de diciembre de 2024 | Indonesia | 0–1     | Filipinas             | Manahan Stadium, Surakarta                                |                                                           |
|                         |           | Reporte | Kristensen 63' (pen.) | Asistencia: 17,390 espectadores Árbitro(s): Koji Takasaki | Asistencia: 17,390 espectadores Árbitro(s): Koji Takasaki |

## Fase final
|  | Semifinales | Semifinales | Semifinales | Semifinales | Semifinales |   |    | Final   | Final | Final | Final | Final |
|  |             |             |             |             |             |   |    |         |       |       |       |       |
|  | A2          | Singapur    | 0           | 1           | 1           |   |    |         |       |       |       |       |
|  | B1          | Vietnam     | 2           | 3           | 5           |   |    |         |       |       |       |       |
|  |             |             |             |             |             |   | B1 | Vietnam | 2     | 3     | 5     |       |
|  |             | A1          | Tailandia   | 1           | 2           | 3 |    |         |       |       |       |       |
|  | B2          | Filipinas   | 2           | 1           | 3           |   |    |         |       |       |       |       |
|  | A1          | Tailandia   | 1           | 3           | 4 (t.e.)    |   |    |         |       |       |       |       |

### Semifinales

#### Partidos de ida
| 26 de diciembre de 2024 | Singapur | 0–2     | Vietnam                                                  | Jalan Besar Stadium, Singapur                           |                                                         |
|                         |          | Reporte | - Nguyễn Tiến Linh 90+11' (pen) - Nguyễn Xuân Son 90+14' | Asistencia: 5,233 espectadores Árbitro(s): Kim Woo-sung | Asistencia: 5,233 espectadores Árbitro(s): Kim Woo-sung |

| 27 de diciembre de 2024 | Filipinas                   | 2–1     | Tailandia    | Rizal Memorial Stadium, Manila                           |                                                          |
|                         | - Reyes 21' - Linares 90+5' | Reporte | Suphanan 45' | Asistencia: 10,087 espectadores Árbitro(s): Kim Dae-yong | Asistencia: 10,087 espectadores Árbitro(s): Kim Dae-yong |

#### Partidos de vuelta
| 29 de diciembre de 2024 | Vietnam                                                             | 3–1 (Global 5-1) | Singapur     | Việt Trì Stadium, Việt Trì                                   |                                                              |
|                         | - Nguyễn Xuân Son 45+1' (pen.), 63' - Nguyễn Tiến Linh 90+3' (pen.) | Reporte          | Nakamura 74' | Asistencia: 15,583 espectadores Árbitro(s): Rustam Lutfullin | Asistencia: 15,583 espectadores Árbitro(s): Rustam Lutfullin |

| 30 de diciembre de 2024 | Tailandia                                       | 3–1 (t. s.)(Global 4-3) | Filipinas      | Rajamangala Stadium, Bangkok                                |                                                             |
|                         | - Peeradol 37' - Gustavsson 54' - Suphanat 116' | Reporte                 | Kristensen 84' | Asistencia: 31,876 espectadores Árbitro(s): Hiroyuki Kimura | Asistencia: 31,876 espectadores Árbitro(s): Hiroyuki Kimura |

### Final

#### Partido de ida
| 2 de enero de 2025 | Vietnam                  | 2–1     | Tailandia      | Việt Trì Stadium, Việt Trì                                      |                                                                 |
|                    | Nguyễn Xuân Son 59', 73' | Reporte | Chalermsak 83' | Asistencia: 15,604 espectadores Árbitro(s): Salman Ahmad Falahi | Asistencia: 15,604 espectadores Árbitro(s): Salman Ahmad Falahi |

#### Partido de vuelta
| 5 de enero de 2025 | Tailandia                  | 2–3 (Global 3-5) | Vietnam                                                        | Rajamangala Stadium, Bangkok                             |                                                          |
|                    | - Davis 28' - Supachok 64' | Reporte          | - Phạm Tuấn Hải 8' - Pansa 82' (a.g.) - Nguyễn Hai Long 90+20' | Asistencia: 46,982 espectadores Árbitro(s): Ko Hyung-jin | Asistencia: 46,982 espectadores Árbitro(s): Ko Hyung-jin |

## Campeón
|                                     |
| Bandera de Vietnam                  |
| Campeón invicto Vietnam 3.er título |

## Estadísticas

### Tabla general
| Pos. | Equipo         | Pts | PJ | PG | PE | PP | GF | GC | Dif. |
| ---- | -------------- | --- | -- | -- | -- | -- | -- | -- | ---- |
| 1    | Vietnam        | 22  | 8  | 7  | 1  | 0  | 21 | 6  | +15  |
| 2    | Tailandia      | 15  | 8  | 5  | 0  | 3  | 25 | 12 | +13  |
| 3    | Filipinas      | 9   | 6  | 2  | 3  | 1  | 7  | 7  | 0    |
| 4    | Singapur       | 7   | 6  | 2  | 1  | 3  | 8  | 10 | –2   |
| 5    | Malasia        | 5   | 4  | 1  | 2  | 1  | 5  | 5  | 0    |
| 6    | Camboya        | 4   | 4  | 1  | 1  | 2  | 7  | 8  | –1   |
| 7    | Indonesia      | 4   | 4  | 1  | 1  | 2  | 4  | 5  | –1   |
| 8    | Birmania       | 4   | 4  | 1  | 1  | 2  | 4  | 9  | –5   |
| 9    | Laos           | 2   | 4  | 0  | 2  | 2  | 7  | 11 | –4   |
| 10   | Timor Oriental | 0   | 4  | 0  | 0  | 4  | 3  | 18 | –15  |

### Goleadores
7 goles
- Nguyễn Xuân Son

4 goles
- Shawal Anuar
- Patrik Gustavsson
- Suphanat Mueanta
- Nguyễn Tiến Linh

3 goles
- Bjørn Martin Kristensen
- Ben Davis
- Teerasak Poeiphimai

2 goles
- Abdel Kader Coulibaly
- Muhammad Ferarri
- Paulo Josué
- Sandro Reyes
- Win Naing Tun
- Faris Ramli
- Kyoga Nakamura
- Akarapong Pumwisat
- Peeradon Chamratsamee
- Seksan Ratree
- Chalermsak Aukkee
- João Pedro
- Nguyễn Hai Long
- Nguyễn Quang Hải

1 gol
- Hav Soknet
- Sa Ty
- Sieng Chanthea
- Sor Rotana
- Andrés Nieto
- Kadek Arel
- Bounphachan Bounkong
- Chony Waenpaseuth
- Kydavone Souvanny
- Peter Phanthavong
- Phathana Phommathep
- Phousomboun Panyavong
- Fergus Tierney
- Stuart Wilkin
- Syafiq Ahmad
- Lwin Moe Aung
- Maung Maung Lwin
- Jarvey Gayoso
- Kike Linares
- Nicholas Mickelson
- Supachok Sarachat
- Suphanan Bureerat
- Olagar Xavier
- Doãn Ngọc Tân
- Bùi Vĩ Hào
- Nguyễn Văn Toàn
- Nguyễn Văn Vĩ
- Phạm Tuấn Hải

Autogoles
- Zin Nyi Nyi Aung (ante Indonesia)
- Michael Baldisimo (ante Laos)
- Pansa Hemviboon (ante Vietnam)

## Premios
| Mejor guardameta  | Mejor jugador   | Mejor jugador joven | Goleador        |
| ----------------- | --------------- | ------------------- | --------------- |
| Nguyễn Đình Triệu | Nguyễn Xuân Son | Suphanat Mueanta    | Nguyễn Xuân Son |

## Sponsors
| Título de Socio       | Socios Presentadores | Sponsors Oficiales                                                                         | Socio Oficial del Performance |
| --------------------- | -------------------- | ------------------------------------------------------------------------------------------ | ----------------------------- |
| - Mitsubishi Electric | - MSIG - Shopee      | - ALL - Accor Live Limitless - Acecook Vietnam - AirAsia - Amartha - Pocari Sweat - Yanmar | - Adidas                      |

## Derechos de transmisión
| Transmisión televisiva para el Sureste de Asia | Transmisión televisiva para el Sureste de Asia                                                   | Transmisión televisiva para el Sureste de Asia                          | Transmisión televisiva para el Sureste de Asia | Transmisión televisiva para el Sureste de Asia                   |
| País                                           | Transmisión                                                                                      | Televisión                                                              | Radio                                          | Streaming                                                        |
| ---------------------------------------------- | ------------------------------------------------------------------------------------------------ | ----------------------------------------------------------------------- | ---------------------------------------------- | ---------------------------------------------------------------- |
| Brunéi                                         | RTB, Astro                                                                                       | RTB Aneka, Astro Arena                                                  |                                                | RTBGo, Astro GO, Sooka                                           |
| Camboya                                        | Bayon Television                                                                                 | BTV Cambodia                                                            |                                                |                                                                  |
| Indonesia                                      | MNC Media                                                                                        | RCTI, GTV, iNews, Soccer Channel, Sportstars                            | MNC Trijaya FM                                 | Vision+, Blive                                                   |
| Laos                                           | BG Sports Co.                                                                                    |                                                                         |                                                | BG Sports                                                        |
| Malasia                                        | Astro                                                                                            | Astro Arena                                                             |                                                | Astro GO, Sooka                                                  |
| Birmania                                       | Sky Net                                                                                          | Sky Net Sports HD, Sky Net Sports 4                                     |                                                |                                                                  |
| Filipinas                                      | TAP DMV                                                                                          | Premier Football and Sports channels                                    |                                                | Matchday+                                                        |
| Singapur                                       | Mediacorp                                                                                        | CH5                                                                     |                                                | meWATCH                                                          |
| Tailandia                                      | Triple V Broadcast Co., Ltd., BG Sports Co., AIS Play, Kong Salak Plus, TrueVisions, beIN Sports | Thairath TV, True Sports 2, True Sports 7, beIN Sports 1, beIN Sports 2 |                                                | Youtube: Facebook: Plataformas Online: AIS Play, TrueVisions Now |
| Vietnam                                        | FPT Play, VTV                                                                                    | VTV2, VTV5, VTV Cần Thơ                                                 |                                                | FPT Play, VTVgo                                                  |
| Transmisiones internacionales                  |                                                                                                  |                                                                         |                                                |                                                                  |
| Resto del Mundo                                | YouTube                                                                                          |                                                                         |                                                | ASEAN United FC                                                  |
| China                                          | Leisu                                                                                            | Leisu Sports Channel                                                    |                                                | Leisu TV                                                         |
| Corea del Sur                                  | Eclat Media                                                                                      | SPOTV                                                                   |                                                | SPOTV Now                                                        |